# 銭 (漫画)
『銭』（ぜに）とは、鈴木みそによる日本の漫画作品。『月刊コミックビーム』にて2002年から2009年にかけて連載された。作者がもともと得意とする特定の業界を綿密に取材したレポート漫画と、一般的なストーリー漫画を融合させた内容である。主に金銭、予算などの面から、様々な業界の構造や舞台裏を紹介する。

## 登場人物
チョキン
中学生。本名は山田義男。交通事故に遭い幽体離脱してしまう。一発当てて大金持ちになるのを夢見て、幽体のまま放浪を始める。
呼び名は事故に遭った際に頭頂部を横に切って貯金箱の投入口みたいな傷ができたことから。
ジェニー
チョキンを導く謎の女性幽霊。金銭に関して大変詳しいが正体は不明。
マンビ
不良少女の霊。金銭や世間を憎んでおり、チョキンたちにからんで来る。やがて行動を共にするようになる。肉体はまだ死んではいない。ギャンブル好き。呼び名は、父親の気を引こうと万引未遂事件を起こしたことから。

## 単行本と扱う題材
1. 2003年9月発売 / ISBN 4757715412 - 死亡時の逸失利益、漫画雑誌、アニメ、コンビニなど
2. 2004年7月発売 / ISBN 4757719477 - ゲームセンター、同人誌と税金など
3. 2005年6月発売 / ISBN 4757723237 - カフェ、ペットとブリーダーなど
4. 2006年6月発売 / ISBN 4757728247 - 新人声優、古物商など
5. 2007年5月発売 / ISBN 4757735510 - メイド喫茶類、成人向け業界など
6. 2008年2月発売 / ISBN 4757740328 - 入院、葬儀業界など
7. 2009年3月発売 / ISBN 4757747624 - ホスト業界など